# 2019年上海
|        | 上海历史 |
| 世紀： | 20世紀上海 \| 21世紀上海 \| 22世紀上海                                                                                     |
| 年代： | 1980年代上海 \| 1990年代上海 \| 2000年代上海 \| 2010年代上海 \| 2020年代上海 \| 2030年代上海 \| 2040年代上海               |
| 年份： | 2015年上海 \| 2016年上海 \| 2017年上海 \| 2018年上海 \| 2019年上海 \| 2020年上海 \| 2021年上海 \| 2022年上海 \| 2023年上海 |
| 紀年： | 己亥年（猪年）、上海开埠176周年、上海设市92周年                                                                            |

## 主要官员

### 党委
- 市委书记：李强

### 人大
- 人大常委会主任：殷一璀

### 政府
- 市长：应勇

### 法院
- 院长：刘晓云

### 检察院
- 检察长：张本才

### （党）纪委
- 书记：廖国勋

### 监察委
- 主任：廖国勋

### 政协
- 主席：董云虎

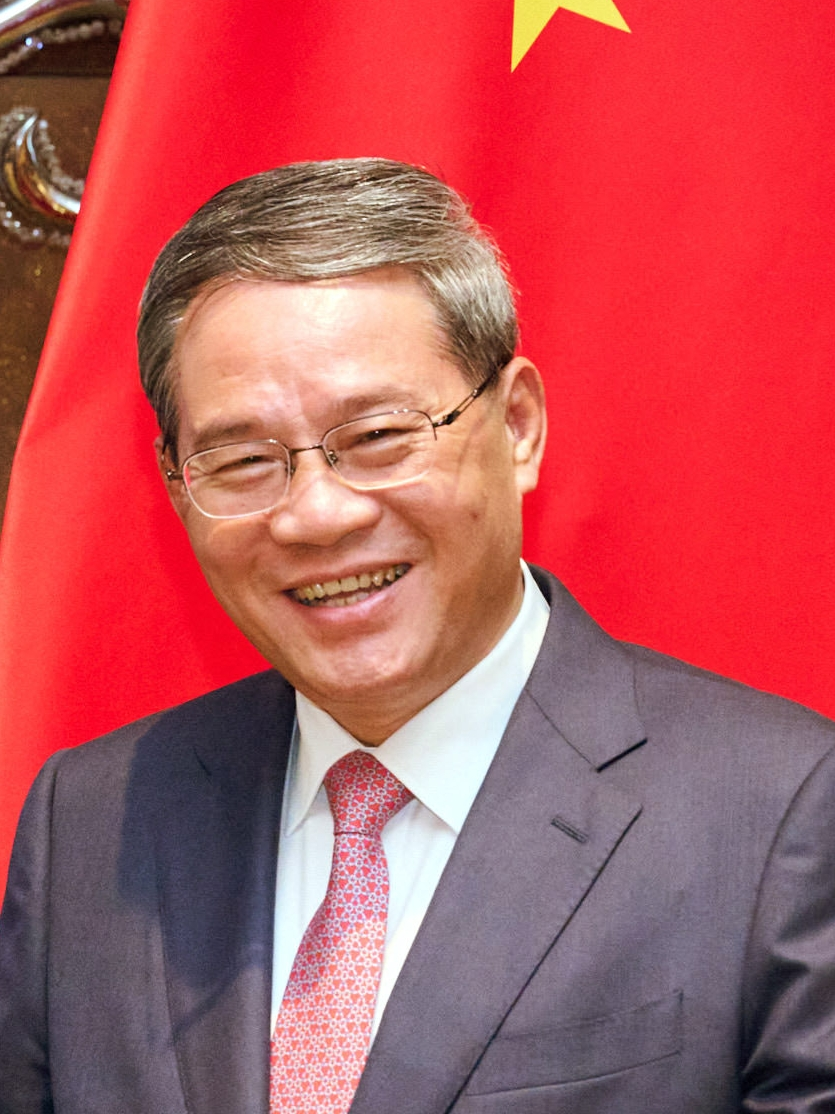
市委书记李强
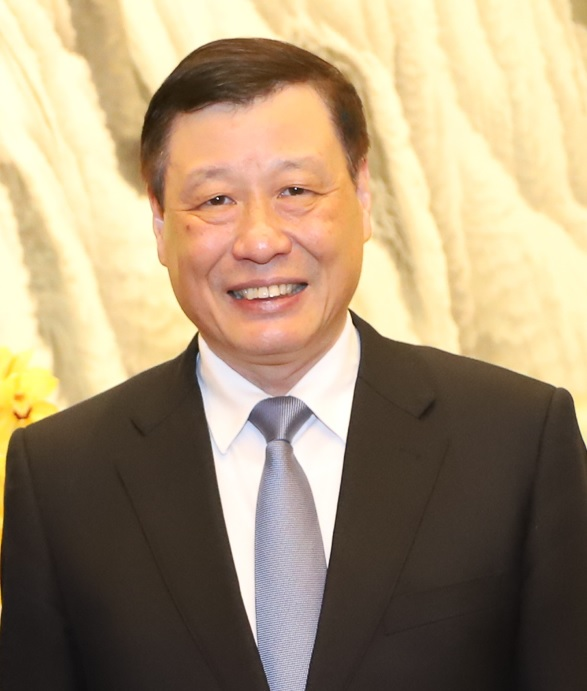
市长应勇
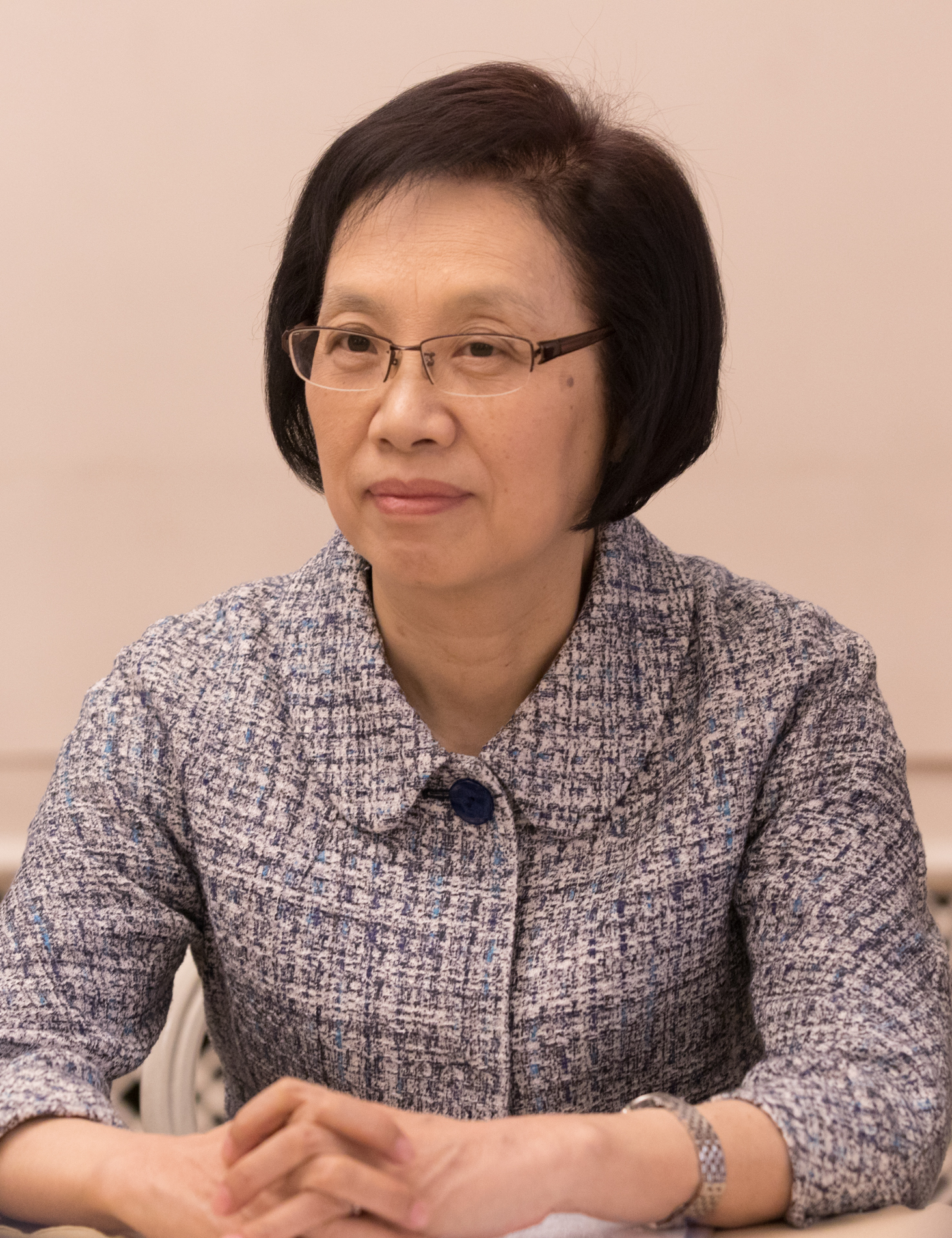
市人民代表大会常委会主任殷一璀

## 大事記

### 1月
- 1月31日——市人大通过《上海市生活垃圾管理条例 （页面存档备份，存于）》
- 1月7日——落户于上海浦东新区南汇新城镇工业区的特斯拉上海超级工厂正式开工，埃隆·马斯克出席开工仪式[1]。

### 3月
- 3月1日——上海市統計局發布《2018年上海市國民經濟和社會發展統計公報》。

### 7月
- 7月1日——上海市於本日起依據《上海市生活垃圾管理條例》強制實施史上最嚴的垃圾分類制度。
- 7月3日——《新民晚报》曝光新城控股集团股份有限公司创始人和前董事长王振华猥亵9岁女童，引发社会关注。王振华已于7月1日被上海警方刑事拘留[2][3][4]。

### 10月
- 10月5日至10月16日—— 在上海上海旗忠森林體育城網球中心舉行「2019年上海大師賽」，本屆為第12屆上海大師賽，又名2019年上海勞力士大師賽。

### 11月
- 11月17日——在外灘的金牛廣場，上海國際馬拉松賽在這裡舉辦。

## 逝世
- 1月5日，翻译家张玉书去世，享年85岁。
- 1月9日，化学化工学者李静一去世，享年92岁。
- 1月15日，剧作家、诗人白桦去世，享年88岁。
- 1月25日，书法家、金石篆刻家高式熊去世，享年98岁。
- 1月29日，药学家、药理学家金国章去世，享年91岁。
- 2月3日，塑性成形与数字化制造专家，中国工程院院士阮雪榆去世，享年86岁。
- 2月4日，物理学家、系统科学专家方福康去世，享年83岁。
- 2月5日，语文特级教师贾志敏去世，享年81岁。
- 2月6日，足坛名宿、足球教练方纫秋去世，享年89岁。
- 2月8日，英语语言文学研究家、翻译家、国际经贸学家薛蕃康去世，享年96岁。
- 2月16日，高级警官顾林昉去世，享年90岁。
- 2月19日，工程力学家与航空动力学家胡沛泉去世，享年98岁。
- 2月21日，社会学家、社会工作学家徐永祥去世，享年64岁。
- 2月21日，工人、劳动模范李斌去世，享年58岁。
- 2月28日，知网创始人、中文信息处理专家董振东去世，享年81岁。
- 3月2日，材料学家、碳纤维领域专家潘鼎去世，享年77岁。
- 3月7日，医学家、中医、中国科学院院士沈自尹去世，享年90岁。
- 3月15日，医学家、消化学家朱无难去世，享年99岁。
- 3月17日，出版家王仿子去世，享年102岁。
- 4月26日，建筑学家傅信祁去世，享年100岁。
- 4月28日，生物工程学家、华东理工大学生物工程学院副院长卢艳花去世，享年51岁。
- 5月5日，经济学家、俄罗斯及东欧事务专家冯舜华去世，享年85岁。
- 5月13日，动画导演胡进庆去世，享年83岁，代表作有《葫芦兄弟》。
- 5月19日，足球教练、东华大学女子足球队总教练鲍国明去世，享年59岁。
- 5月20日，电影剧作家陈明（原名陈芝祥）去世，享年102岁，他是著名作家丁玲的丈夫。
- 6月3日，物理学家、中国科学院院士汤定元去世，享年99岁。
- 6月5日，医学家、胸心外科专家夏求明去世，享年94岁。
- 6月10日，法语翻译家郝运去世，享年94岁。
- 6月19日，法学家苏惠渔去世，享年84岁。
- 6月19日，导演、编剧、作家彭小莲去世，享年65岁。
- 6月25日，教育家、文艺理论家徐中玉去世，享年104岁。
- 6月27日，计算机工程专家虞浦帆去世，享年96岁，他研制的计算机为中国原子弹研发做出过贡献。
- 6月30日，诗人、作家、学者叶元章去世，享年97岁。
- 7月8日，翻译家翟象俊去世，享年80岁。
- 7月17日，原国家女排主教练、体育官员李宗镛去世，享年81岁。
- 7月19日，“40年代上海歌坛七大歌后（歌星）”、“中国的帕蒂·佩奇”，女歌手姚莉（原名姚秀云）去世，享年97岁。她与周璇在香港有“金银嗓子”之称，周为金嗓子，而她是银嗓子。代表作《玫瑰玫瑰我爱你》，被美国歌手弗兰基·莱恩翻唱后在美国迅速走红。
- 7月22日，电力工程师、政治家，曾任中华人民共和国总理、中华人民共和国全国人民代表大会常务委员会委员长的李鹏（原名李远芃）去世，享年90岁。他因处理六四事件而留下争议。
- 8月12日，香港“四大船王”，航运业企业家曹文锦去世，享年94岁。
- 9月4日，动画导演戴铁郎去世，享年88岁，代表作有动画片《黑猫警长》。
- 9月14日，导演、原上海电影制片厂厂长、上海国际电影节创办人吴贻弓去世，享年80岁。
- 10月3日，卫星专家魏锺铨去世，享年81岁，他是风云二号的总设计师。
- 10月5日，流行病学家康来仪去世，享年83岁。
- 10月12日，数学家，原北大校长丁石孙去世，享年92岁。
- 10月22日，工程热物理学家许晋源去世，享年91岁。
- 10月24日，材料学家吴科如去世，享年83岁。
- 10月27日，法国文学翻译家施康强去世，享年77岁。
- 11月1日，汉字字体设计师徐学成去世，享年90岁。
- 11月3日，新闻工作者顾耕初去世，享年97岁。
- 11月12日，教育家陆有铨去世，享年76岁。
- 11月19日，肾脏病专家钱家麒去世，享年80岁。
- 11月24日，曾任中华人民共和国文化部教育司副司长、公安部外事局局长的王子成去世，享年96岁。
- 12月3日，画家、美术教育家，原上海美术馆馆长方曾先去世，享年88岁。
- 12月4日，微电子学家，中国科学院院士陈星弼去世，享年88岁。
- 12月14日，卫星专家、中国科学院院士孟执中去世，享年84岁。他是风云一号和风云三号的总设计师。
- 12月15日，书籍装帧艺术家张慈中去世，享年95岁。
- 12月17日，表演艺术家李萌去世，享年87岁。
- 12月18日，哲学史学家石立善去世，享年46岁。
- 12月19日，泌尿外科专家江鱼去世，享年97岁。